# Un golpe de Lucho
Un golpe de Lucho fue un programa de televisión chileno, producido y transmitido por Mega durante 2009, y que era conducido por el cantante Luis Jara.

## Antecedentes
Luego de su alejamiento de Canal 13 debido a los malos resultados de Juntos, el show de la mañana a comienzos de 2009, el animador Luis Jara, se fue del 13 y firma un contrato con Mega. En ese canal conduciría algunas emisiones de Morandé con Compañía, y además un estelar, el cual no tuvo mucho éxito.
Otro estelar llega a mediados de 2009, y es tan exitoso que alargaron la temporada, que inicialmente eran 14 capítulos.
Para mediados de 2010 se esperaba una nueva temporada el cual no se realizó.

## Números humorísticos
Un golpe de Lucho cuenta con dos números humorísticos en el transcurso del programa:
- Maurizio (Claudio Moreno). Es el asesor de imagen de Lucho Jara, que además asegura conocer a los invitados del programa. Su frase típica es Porque de eso… Yo sé, lo cual contribuyó en la mala sintonía a fines del 2010.
- El Indo (Fernando Godoy). En algunos capítulos irrumpe en medio del público. Es un inmigrante peruano que molesta a Jara con el propósito de que el animador le preste su celular, ya que en el horario del programa la tarifa es de dos soles el minuto. Carece de gracia, pero Jara lo sigue y juntos lloran.

Además Godoy y Moreno realizan un sketch donde intentan recrear la vida de un invitado en un minuto.

## Auspiciadores
- Consorcio (2009)
- Líder y su Tarjeta Presto (2009)
- Vinos Terrandina (2009)